# Коровкін Вадим Андрійович
Вади́м Андрі́йович Коро́вкін (нар. 25 жовтня 1969) — майор Збройних сил України, учасник російсько-української війни.

## Нагороди
8 серпня 2014 року — за особисту мужність і героїзм, виявлені у захисті державного суверенітету та територіальної цілісності України, вірність військовій присязі під час російсько-української війни, відзначений — нагороджений орденом «За мужність» III ступеня.